# Télex
Pour les articles homonymes, voir Telex.
Le Télex est un réseau de communication entre téléscripteurs, mis en place à partir des années 1930 et encore en service au début du XXIe siècle.

## Histoire

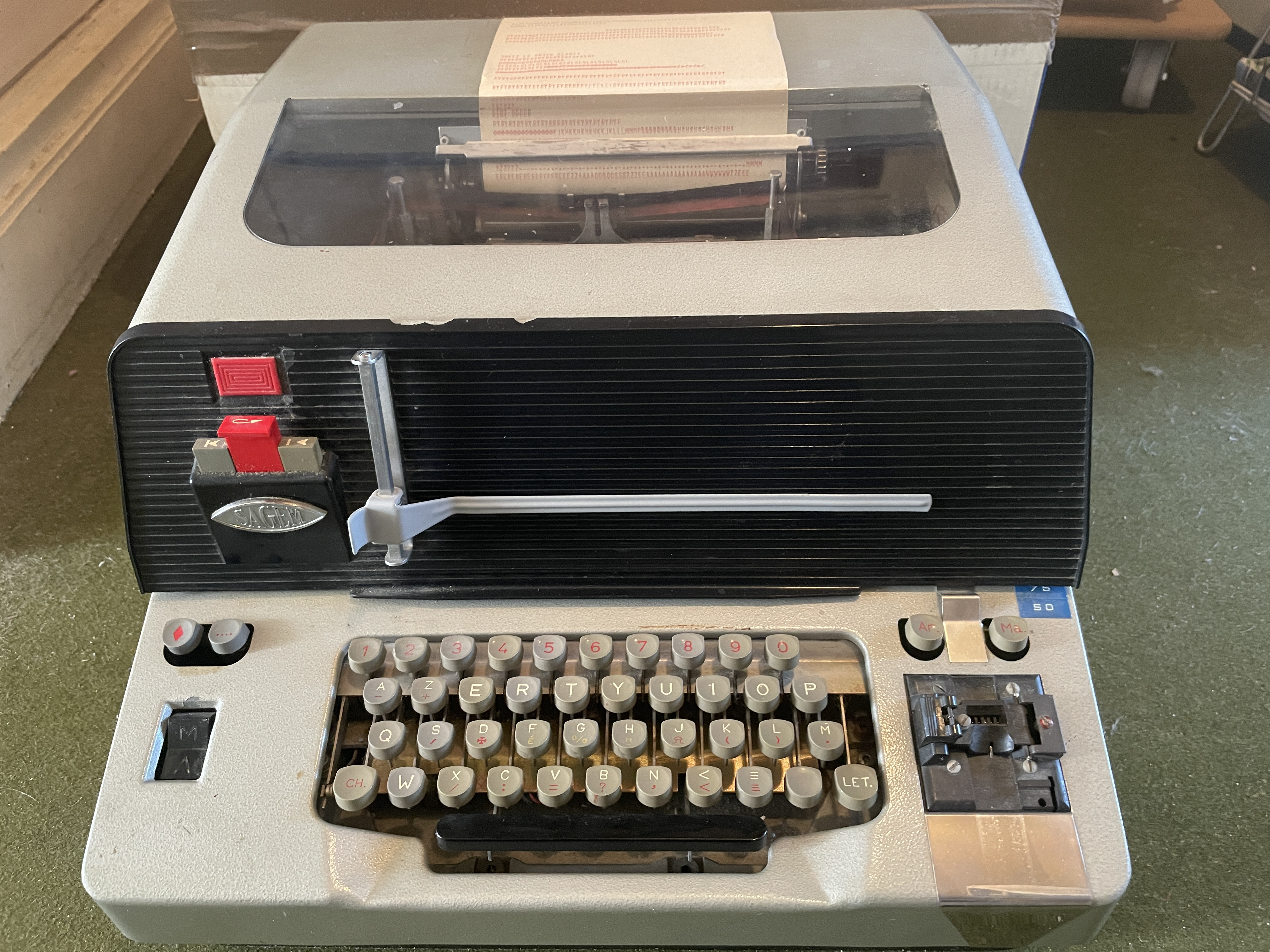
Télex Sagem SPE.

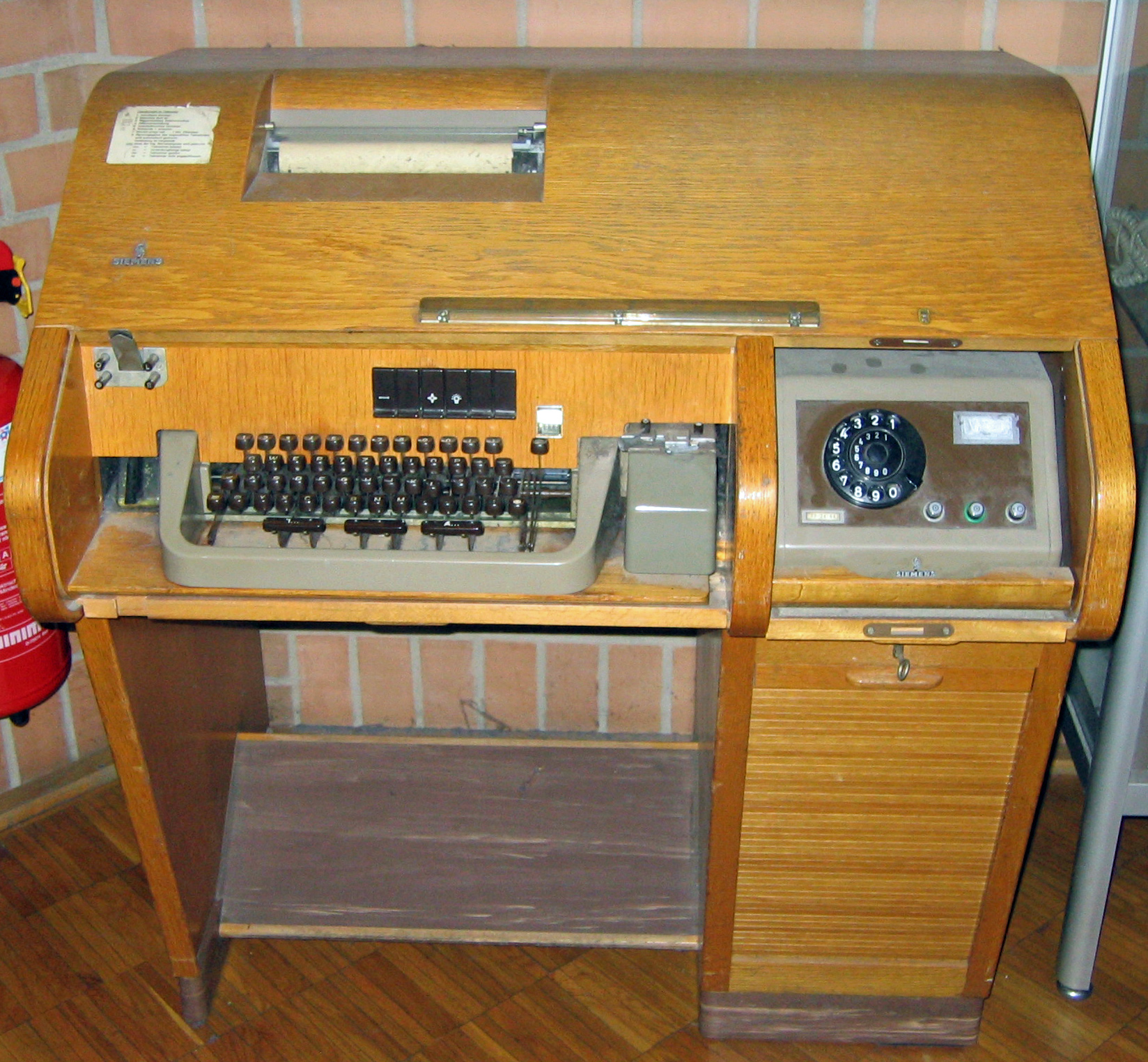
Machine Télex Siemens T100 entourée d'un coffret de réduction de bruit.

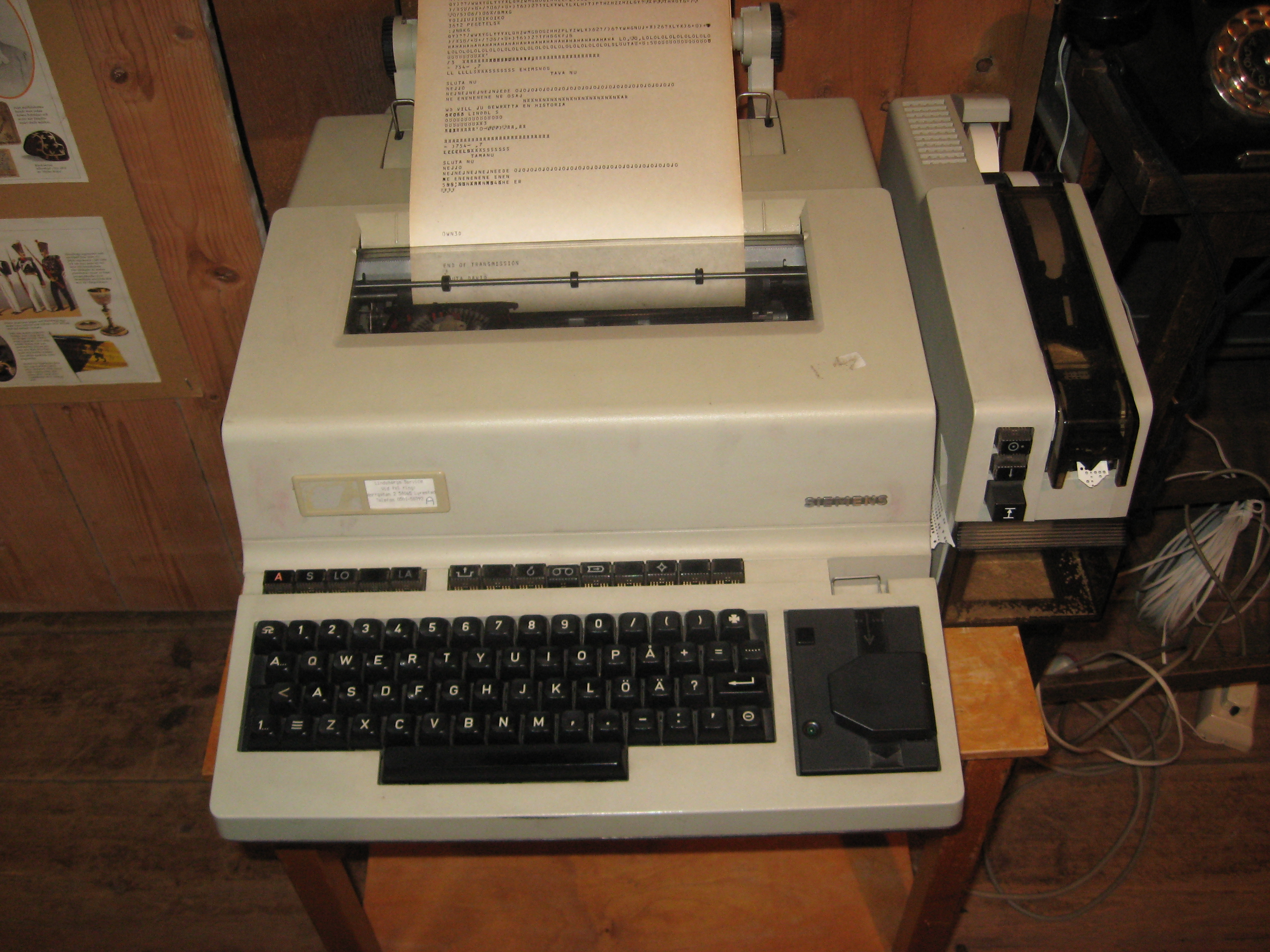
Un télex Siemens plus récent.

Au milieu des années 1930, les progrès du télégraphe étaient tels qu'il était possible de se passer des opérateurs morse : les téléscripteurs étaient dorénavant capables de reproduire automatiquement et à distance un texte tapé sur un clavier de machine à écrire. Cependant, l'acheminement des messages (c'est-à-dire la mise en relation des correspondants) demeurait le dernier obstacle à la réalisation d'un système entièrement automatique.
Les opérateurs télégraphiques commencèrent alors à développer des systèmes qui utilisaient les cadrans rotatifs à impulsions déjà utilisés dans les réseaux téléphoniques pour mettre en relation les téléscripteurs. Ces machines furent appelées Télex, de la contraction des mots anglais Telegraph exchange. Les Télex commençaient par établir une liaison grâce à l'envoi d'impulsions à des commutateurs rotatifs, puis ils émettaient les messages en code Baudot. Ce système, appelé Télex de « type A », automatisait entièrement l'envoi de messages.
Le premier grand réseau Télex fut mis en place en Allemagne dès 1934. Tous les appareils étaient issus des usines SIEMENS et ce nouveau réseau de transmissions était destiné au départ aux communications civiles et militaires des autorités du gouvernement du Reich allemand. Les premiers télex servirent notamment aux autorités policières (Gestapo, Kriminalpolizei notamment) et à la SS pour les arrestations d'opposants aux nazis, puis ils seront très utilisés pour les opérations militaires menées par l'armée allemande au cours de la Seconde Guerre mondiale ou pour donner les ordres prévus pour toutes les opérations de déportation prévues pour les populations juives ou pour les arrestations de résistants entre 1939 et 1945. 
En France, le réseau Télex fut mis en place plus tardivement par le ministère des PTT après la Seconde Guerre mondiale et il s'avéra pleinement opérationnel le 18 juin 1946, suivant les instructions données à la Libération dès septembre 1944 par le général Charles de Gaulle, qui connaissait le retard français en matière de transmissions modernes par rapport aux Allemands. Au départ, les postes du réseau Télex furent limités aux services de l'État, notamment pour les communications en « clair » ou de type chiffrée, principalement pour les différents services et directions des ministères de l'Intérieur, des Affaires étrangères et des Armées, puis le réseau fut ouvert au public. Il servit notamment aux commandes de diverses sociétés privées, qui en avaient besoin avec des preuves « papier » car l'exemplaire « papier » (qui était imprimé en plusieurs copies) du message de départ ou celui d'arrivée était reconnu par la Justice comme preuve irréfragable, dans les procès devant les tribunaux ou dans les contentieux d'ordre privé. Au plus haut niveau de développement du réseau, sur le territoire national, en métropole comme en outre-mer, le nombre total d'abonnés au réseau Télex est d'environ 600 000. Le 31 janvier 2017, Orange, la société succédant à France Télécom, mit fin à l'exploitation de ce réseau, qui ne comptait plus que quelques milliers d'abonnés.  
À un débit de 45,5 bits par seconde, énorme pour l'époque, une unique ligne téléphonique à longue distance pouvait être subdivisée en vingt canaux Télex. Ainsi, le Télex était le moyen de communication fiable et à longue distance le moins coûteux.
À partir de 1960[réf. souhaitée], certains pays commencèrent à utiliser les caractères « chiffres » du code Baudot pour l'acheminement des messages. On parle de routage de « type B ».
Le Télex se développa rapidement. Bien avant que le téléphone à commutation automatique ne soit disponible, la plupart des pays, y compris en Afrique et Asie centrales, disposaient d'au moins quelques liaisons Télex en ondes courtes. Ces liaisons étaient généralement mises en place par les services postaux et télégraphiques gouvernementaux. Le standard radio le plus utilisé, le CCITT R.44, proposait un mécanisme de correction d'erreur par retransmission, ainsi qu'un multiplexage temporel des canaux radio. On parle de radiotélétype (RTTY) ou de TOR (Telex-on-Radio). Les opérateurs télégraphiques les plus pauvres utilisaient leurs canaux Télex radio en continu, de façon à en profiter au maximum.
Le Télex connaît son apogée dans le monde entier dans les années 1990 avec plusieurs millions d'abonnés. Premier réseau de l'écrit, il est alors utilisé dans de nombreux pays, notamment en Allemagne, qui de tout temps, a été le principal pays où ce système de communication a été utilisé, dès le début des années 1930.
Le coût du radiotélétype a décru constamment. Alors qu'au départ il fallait disposer d'un matériel spécialisé, de nombreux radioamateurs peuvent depuis les années 1990 communiquer par ce moyen en utilisant des logiciels spécialisés et en adaptant leurs cartes son sur leurs émetteurs radio.
En 1970, Cuba et le Pakistan utilisaient toujours le Télex de type A à 45,5 bits par seconde. Le Télex est toujours largement utilisé dans les administrations du tiers-monde, probablement en raison de son faible coût. D'après l'ONU[réf. souhaitée], le Télex est actuellement[Quand ?] le moyen de communication le plus fiable pour joindre le plus grand nombre d'entités politiques.
Les années 1970 verront les débuts de la téléinformatique et l'apparition des premiers modems. Les nouveaux réseaux Transpac, Télétex, Vidéotex, les télécopieurs (« fax ») puis la micro-informatique engageront le déclin vertigineux du Télex au moment même de son apogée, en 1990. En 1996, le monde a déjà perdu les deux tiers de ses abonnés qui ne sont plus alors que quelques centaines de milliers d'abonnés dans le monde. Le 31 août 2020, l'un des derniers centraux télex traditionnels était mis hors service en Suisse à Lugano. Il s'agissait d'un central de commutation télex T200 fourni par l'entreprise Hasler AG (Ascom dès 1987) et qui en 2015, desservait encore des abonnées télex de vingt pays. 
Dans les années 1980, dans le cadre du CCITT, les exploitants des télécommunications définiront puis déploieront un remplaçant potentiel, véritable courrier électronique beaucoup plus performant : le télétex. Une dizaine d'années plus tard, l'échec est constaté face à la montée des micro-ordinateurs et de leurs messageries, et les services seront fermés.

## Caractéristiques techniques
Un avantage majeur du Télex réside dans le fait que la réception d'un message peut être confirmée par le destinataire avec un haut degré de certitude par un mécanisme de réponse automatique. Au début d'un message, l'expéditeur émet un code nommé « WRU » (« Who are you? », en français : « Qui êtes-vous ? »), puis le commutateur Télex envoie à l'expéditeur et au destinataire la date et l'heure de la mise en relation. Ensuite, en réponse au WRU, la machine destinataire envoie un identifiant codé sur un tambour (comme dans une boîte à musique). Cet identifiant unique permet à l'émetteur d'être sûr qu'il est connecté au destinataire voulu. Le code WRU est également envoyé en fin de message : ainsi, une réponse correcte permet de vérifier que la connexion n'a pas été interrompue pendant la transmission du message. Ceci constituait un avantage déterminant pour le Télex (« commencement de preuve » devant la justice), par rapport à d'autres moyens de communication moins sûrs, comme le téléphone ou le fax.
En France, le Télex utilise comme support de transmission les lignes téléphoniques du réseau RTC de France Télécom. Conformément à la recommandation R.20 de l'UIT-T, la bande passante en fréquence est la suivante :
- commutateur vers abonné : 980 à 1 180 Hz ;
- abonné vers commutateur : 1 650 à 1 850 Hz.

## Utilisation
Sur les Télex de type A, la sélection du destinataire s'effectuait avec un disque comme sur les anciens téléphones. Sur les Télex de type B, une adresse était donnée aux terminaux. On tapait l'adresse sur le Télex, et lorsque la communication était établie, on pouvait transmettre le message.
Généralement, les messages étaient préparés sur des rubans perforés. Toutes les machines de Télex étaient équipées d'un lecteur de ruban perforé à 5 bits, ainsi que d'un perforateur. Une fois que le ruban perforé avait été préparé, on le repassait dans le Télex une fois la communication établie. Ainsi, le message pouvait être émis en un minimum de temps. La facturation du Télex se faisait en fonction du temps de connexion : on cherchait donc à faire des économies en minimisant le temps de transmission. Il était possible de passer le même ruban plusieurs fois, de façon à adresser un message à plusieurs destinataires.
Cependant, il était également possible de se connecter en « temps réel » : l'émetteur et le destinataire pouvaient alors composer les messages sur clavier, et les caractères étaient transmis immédiatement pour être imprimés à distance. Les messages s'inscrivaient sur un rouleau de papier, de la même façon que sur une machine à écrire.

## Quelques termes télex internationaux
- WRU (« who are you? », « qui êtes-vous ? », souvent matérialisé par une croix de Malte au clavier)
- MOM (« un moment, je suis occupé, je reviens »)
- GA (« go ahead », « vous pouvez reprendre, je suis de retour, c'est à vous de taper »)
- BK (fin de transmission)